# クロード・ネジャール
クロード・ネジャール（Claude Nedjar、1940年 - 2003年2月13日）は、フランスの映画プロデューサーである。

## 人物・来歴
1940年（昭和15年）に生まれる。
1965年（昭和40年）、25歳のころに、ルネ・アリオの長篇デビュー作『老婆らしからぬ老婆』で、ネジャールもプロデューサーとしてデビューする。同作は、同年の『カイエ・デュ・シネマ』誌でジャン＝リュック・ゴダールがベストテンに選出し、1966年（昭和41年）のフランス批評家協会最優秀作品賞、1967年（昭和42年）の全米映画批評家協会賞最優秀女優賞をシルヴィがそれぞれ受賞した作品である。ドキュメンタリーテレビ映画シリーズ『われらの時代のシネアストたち』の一篇『それでも彼らはカメラを回している』（1965年）に、アリオとともに出演している。
1969年（昭和44年）からはルイ・マル作品を多く手がけ、ゴダールがジャン＝ピエール・ゴランらと結成したジガ・ヴェルトフ集団の作品『プラウダ (真実)』（1969年）プロデュースし、同集団の『ウラジミールとローザ』（1970年）にはデイヴ・デリンジャー役で出演した。1979年（昭和54年）には、音楽家ピエール・バルーの監督作『離婚』にも出演している。
1992年（平成4年）、マイケル・ルボ監督の『ヴィンセントと私』（1990年）でデイタイム・エミー賞子ども向け番組特別賞をロック・デマーズプロデューサーらとともに受賞した。
2003年（平成15年）2月13日、フランスのパリで死去した。

## フィルモグラフィ
特筆以外はすべてプロデューサーである。
- 『老婆らしからぬ老婆』 La vieille dame indigne : 監督ルネ・アリオ、1965年
- 『われらの時代のシネアストたち』 Cinéastes de notre temps : ドキュメンタリーテレビ映画シリーズ
  - 『それでも彼らはカメラを回している』 Et pourtant ils tournent : 監督クロード＝ジャン・フィリップ、1966年 - 本人として出演
- 『現像液』 Le révélateur : 監督フィリップ・ガレル、1968年
- 『ピエールとポール』 Pierre et Paul : 監督ルネ・アリオ、1969年
- 『インド幻想』 L'inde fantôme テレビ映画ミニシリーズ、監督ルイ・マル、1969年 - アソシエイト・プロデューサー
- 『プラウダ (真実)』 Pravda : 監督ジガ・ヴェルトフ集団、1969年 / 1970年
- 『ウラジミールとローザ』 Vladimir et Rosa : 監督ジガ・ヴェルトフ集団、1970年 - 出演 デイヴ・デリンジャー役
- 『好奇心』 Le souffle au coeur : 監督ルイ・マル、1971年 / 1971年 - 製作・脚本
- 『フランス人達よ、あなた達は知らなかった』 Français si vous saviez : 監督アンドレ・アリス / アラン・ド・セドゥイ、1973年
- 『ルシアンの青春』 Lacombe Lucien : 監督ルイ・マル、1973年 / 1974年
- 『ラ・セシリア』 La Cecilia : 監督ジャン＝ルイ・コモリ、1975年
- 『ブラック・ムーン』 Black Moon : 監督ルイ・マル、1975年
- 『ベンとベネディクト』 Ben et Bénédict : 監督ポーラ・デルソル、1977年
- 『離婚』 Le divorcement : 監督ピエール・バルー、1979年 - 出演 ミシェル先生役
- 『マレヴィル』 Malevil : 監督クリスチャン・ド・シャロンジュ、1981年
- 『人類創世』 La guerre du feu : 監督ジャン＝ジャック・アノー、1981年 - アソシエイト・プロデューサー
- 『死体を積んで』Invitation au voyage : 監督ピーター・デル・モンテ、1982年
- La trace : 監督ベルナール・ファーヴル、1983年
- 『黒いリスト』 Liste noire : 監督アラン・ボノ、1984年
- 『ネモの不思議な旅/異次元惑星のプリンセスを救え!!』 Nemo : 監督アルノー・セリニャック、1984年
- 『汚れた血』 Mauvais sang : 監督レオス・カラックス、1986年 - 協力
- 『ガレルヌの風』 Vent de galerne : 監督ベルナール・ファーヴル、1989年 - プロデューサー・脚本
- 『ヴィンセントと私』 Vincent et moi : 監督マイケル・ルボ、1990年
- 『ベル・エポック』Belle Époque : 監督ギャヴィン・ミラー、テレビ映画ミニシリーズ、1995年
- 『信じるべきもの』 Something to Believe In : 監督ジョン・ハフ、1998年 - アソシエイト・プロデューサー

## 関連事項
- フランス批評家協会 （en:French Syndicate of Cinema Critics）